# 黒部市総合体育センター
黒部市総合体育センター（くろべしそうごうたいいくセンター）は、富山県黒部市堀切の、黒部市総合公園内に所在するプール施設も持つ総合運動施設。

## 概要
富山県で開催された2000年とやま国体にあわせ、1996年5月13日に竣工、同年6月1日開設され、各種スポーツの全国大会が開催可能な規模・設備を持ち、各種スポーツ競技会などが開催されるほか、市民のスポーツ振興拠点となっている。
現在バレーボール、SV.LEAGUE女子・KUROBEアクアフェアリーズ富山のホームアリーナであり、bjリーグ時代より、現在はBリーグ富山グラウジーズの主催試合がなどが行われている。
利用可能時間は一部を除き平日が9:00～21:30、日曜日および祝日が9:30～17:00、休館日は水曜日と年末年始である。また、黒部市総合公園内には黒部市美術館が所在している。

## 施設
- アリーナ
  - メインアリーナ : 58.5m×39m (2,281.50m2) バスケットボール・バレーボール・室内テニス 3面、バドミントン 12面 等
    - ランニング走路（213m）
    - 観客席 4,316人（固定席: 2,444席、移動席: 1,872席）

  - サブアリーナ : 29.25m×26m (760.5m2) バスケットボール 1面、バレーボール 2面、バドミントン 3面 等
- トレーニング室 : (550m2)
- 体力測定室
- 管理事務室：（148m2）
- 温水プール : (450m2) 
  - 25mプール : 7コース
    - 観客席

  - 児童プール
- 選手控室、更衣室、シャワー室
- 会議室 1室、研修室 2室
- 市民ギャラリーⅠ・Ⅱ
- 多目的グラウンド : 約17,000m2、ソフトボール 2面（黒部市総合公園内）
  - 照明施設 なし
- パークゴルフ場 : 9ホール、パー66（黒部市総合公園内）
- 芝生広場・児童広場・遊具一式（黒部市総合公園内）
- 駐車場 250台（無料）

## 交通アクセス
- あいの風とやま鉄道線黒部駅から徒歩約25分、車で約7分
- 北陸自動車道黒部ICより車で約15分